# Etesiolaus
Etesiolaus是灰蝶科線灰蝶亞科瑤灰蝶族裡的一個屬，尚無正式中文學名命名。共有3個物種，分佈於非洲。基於外表和寄主（山欖科植物）不同，Larsen(2005)把此屬從狹義瑤灰蝶屬分離出。

## 物種
- Etesiolaus catori
- Etesiolaus kyabobo
- Etesiolaus pinheyi

## 腳註
1. ↑  Brower, Andrew V. Z. 2008. Etesiolaus Stempffer & Bennett 1959. the Green Sapphires. Version 11 April 2008 (under construction). http://tolweb.org/Etesiolaus/120828/2008.04.11 （页面存档备份，存于） in The Tree of Life Web Project, http://tolweb.org/ （页面存档备份，存于） （英文）